# Viana do Castelo (kerület)
A Viana do Castelo kerület (portugálul Distrito de Viana do Castelo) Portugália északnyugati részén fekszik. Északról a spanyolországi Galicia Pontevedra tartománya, keletről a szintén galiciai Ourense tartomány, délről a portugál Braga kerület, nyugatról pedig az Atlanti-óceán határolja. Területe 2255 km², népessége 252.011 fő (2006). Népsűrűsége 111,8 fő/km². A kerület központja Viana do Castelo.

## Községek
A kerület 10 községből (município) áll:

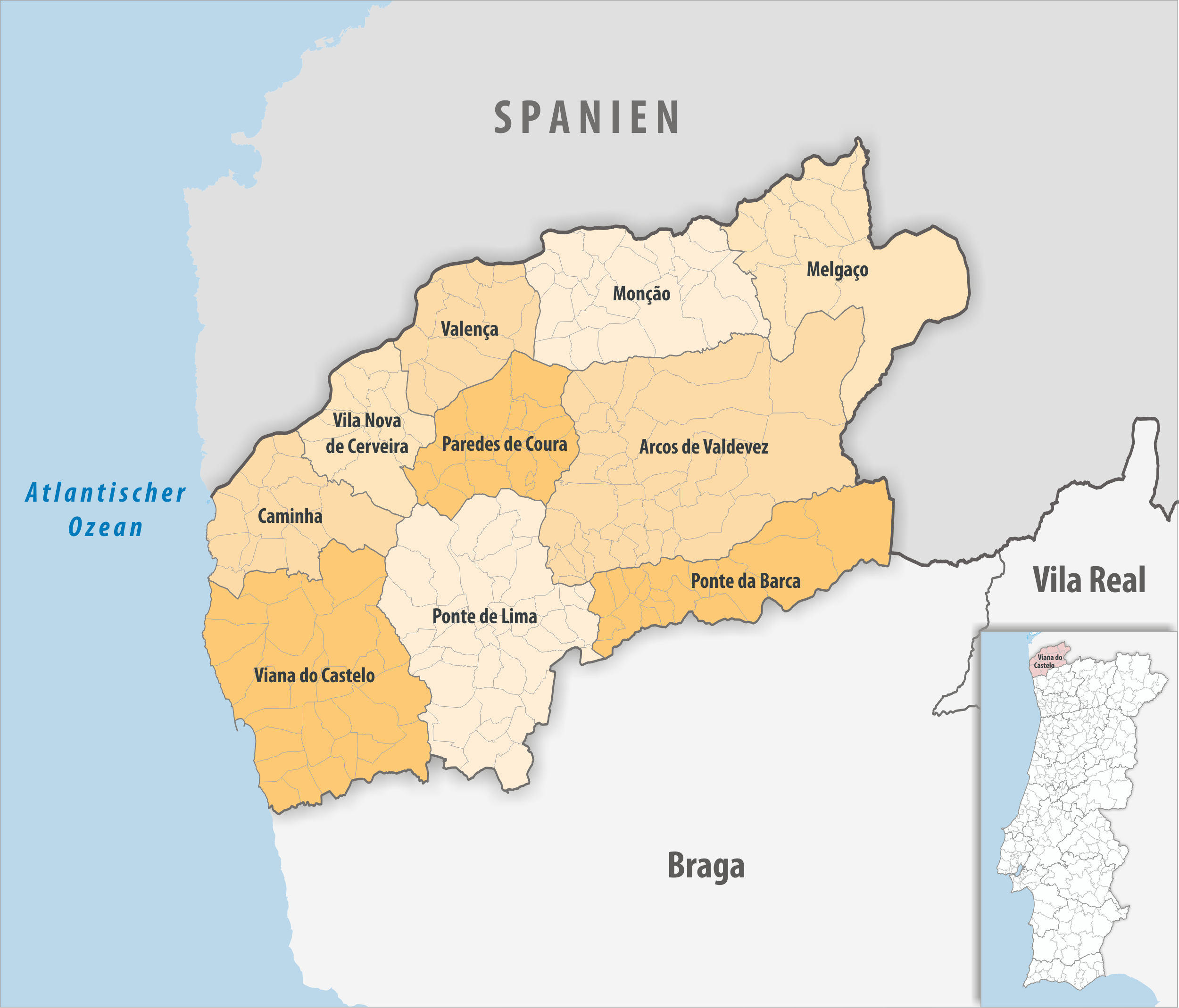
Viana do Castelo kerület községei

| Címer                        | Község                | Népesség (fő, 2021) | Terület (km²) | Népsűrűség (fő/km²) | Települések száma |
| ---------------------------- | --------------------- | ------------------- | ------------- | ------------------- | ----------------- |
| Arcos de Valdevez címere     | Arcos de Valdevez     | 20 718              | 447,60        | 46,3                | 36                |
| Caminha címere               | Caminha               | 15 797              | 136,52        | 115,7               | 14                |
| Melgaço címere               | Melgaço               | 7773                | 238,25        | 32,6                | 13                |
| Monção címere                | Monção                | 17 818              | 211,31        | 84,3                | 24                |
| Paredes de Coura címere      | Paredes de Coura      | 8632                | 138,19        | 62,5                | 16                |
| Ponte da Barca címere        | Ponte da Barca        | 11 044              | 182,11        | 60,6                | 17                |
| Ponte de Lima címere         | Ponte de Lima         | 41 169              | 320,25        | 128,6               | 39                |
| Valença címere               | Valença               | 13 625              | 117,13        | 116,3               | 11                |
| Viana do Castelo címere      | Viana do Castelo      | 85 784              | 319,02        | 268,9               | 27                |
| Vila Nova de Cerveira címere | Vila Nova de Cerveira | 8923                | 108,47        | 82,3                | 11                |

## Fordítás
Ez a szócikk részben vagy egészben  a   Viana do Castelo District című angol Wikipédia-szócikk ezen változatának fordításán alapul.  Az eredeti cikk szerkesztőit annak laptörténete sorolja fel. Ez a jelzés csupán a megfogalmazás eredetét és a szerzői jogokat jelzi, nem szolgál a cikkben szereplő információk forrásmegjelöléseként.

## Külső hivatkozások
- Viana do Castelo kerület önkormányzatának honlapja